# Warhammer 40,000: Squad Command
Warhammer 40,000: Squad Command — відеогра жанру покрової тактики за вигаданим всесвітом Warhammer 40,000, розроблена RedLynx і видана THQ в листопаді 2007 року для портативних гральних консолей PlayStation Portable і Nintendo DS.

## Ігровий процес
Гравець керує загоном з кількох бойових одиниць, які в покроковому режимі б'ються з противниками для їх цілковитого знищення чи виконання іншого поставленого завдання. В кожній місії кампанії гравець отримує новий набір бійців або техніки та вибір зброї, яку може їм видати. Кожний боєць чи техніка має певну кількість очок дії (англ. Action Points (AP)) і очок здоров'я/міцності (англ. HP). Очки дії витрачаються кожного ходу на пересування, стрілянину та застосування інших можливостей, як взяття зброї чи боєприпасів. Якщо затрати очок дії на рух визначаються дальністю і маршрутом, то на стрілянину гравець може сам виділити потрібну кількість, проте менше очок дає зниження точності стрільби. Якщо на кінець ходу в бійця залишається досить очок для здійснення пострілів, він переходить в режим Варти (англ. Overwatch), за якого автоматично стрілятиме у ворогів в зоні досяжності, коли настане їхній хід. Бойові одиниці можуть ховатися за елементами ландшафту, в руїнах, але ці укриття можуть бути зруйновані достатньо сильною зброєю.
На екрані гравець, окрім поля бою, бачить список своїх бойових одиниць ліворуч і в нижньому лівому куті інформацію про вибрано бійця: піктограму, зброю, боєзапас, очки дії та здоров'я (для DS інформація про бійця міститься вздовж нижнього краю). У версії для DS на другому екрані демонструється карта місцевості з цілями місії та переміщеннями ворожих сил.
Багатокористувацький режим підтримує до 8-и гравців одночасно через Wi-Fi. На вибір гравців доступно 9 карт і 3 ордена Космодесанту (Ультрамарини, Імперські кулаки, Саламандри) та 3 організації Хаосу (Пожирачі світів, Альфа-легіон і банда Воїнів побоїща).

### Армії
У грі наявні дві сторони: Космодесант і Космодесант Хаосу. Кожна з них має свій набір військ, заснований на настільній грі Warhammer 40,000, але вони мають відповідників одне в одного.
Космодесант: Скаути, Космодесантники, Термінатори, Термінатори Сірих лицарів, танк «Хижак», Лендспідер, Дредноут, «Смерч», Рейдер Ленда.
Хаос: Культисти Хаосу, Космодесантники Хаосу, Термінатори Хаосу, «Знищувачі» Хаосу, Кровопускачі Кхорна, «Хижак» Хаосу, Дредноут Хаосу, «Осквернитель», Рейдер Ленда Хаосу.

## Сюжет
Події розгортаються на планеті-кузні Імперіуму Рур III (англ. Rhur III), де Космодесантники з ордену Ультрамаринів протистоять силам Хаосу, представленим легіоном Пожирачів світів. Кампанія складається з 15-и місій, пов'язаних текстовими брифінгами і відеовставками.
Загін скаутів Космодесанту висаджується на руїнах заводу, де стикається з невеликими ворожими силами. Перемігши їх, Ультрамарини вислідковують командира сил Хаосу, якого знаходять біля аванпосту і вбивають. Легіон Пожирачів світів не припиняє завоювань Руру III, Ультрамарини підбираються до фронту, де саботують поставки боєприпасів, знищивши збройний склад. Однак це не зупиняє Космодесант Хаосу, який швидко знаходить нове джерело постачання.
Ультрамарини просуваються до цитаделі Хаосу аби знищити єретиків та помститися за палих братів. Для цього вони руйнують охоронні лазерні турелі, щоб основні сили могли висадитися з повітря.
Космодесантники розгортають операцію в засніжених регіонах планети, де відвойовують джерела ресурсів і вираховують звідки поширюється єресь та спотворюючі сили Хаосу. Імперський інквізитор в цей час опиняється в оточенні, але Ультрамарини приходять на допомогу. Після цього вони прибувають до укріплень, де вислідковують єретиків та вбивають їх. Виявляється присутність там командира-зрадника, але один загін не може йому протистояти. Ультрамарини беруть укріплення штурмом, посилаючи загін під командуванням гравця в авангард. Проте сили Хаосу присилають у підмогу піхоту і техніку, але Ультрамарини витримують атаку. Відбивши загрозу, вони знаходять під фортецею розсадник єресі, наповнений демонами й іншими слугами Хаосу.
Щоб впоратися з демонами, на Рур III присилають Сірих Лицарів — елітних Космодесантників, що служать Інквізиції. Ультрамарини допомагають їм в боротьбі, поки навала Хаосу не стає такою великою, що виходом стає тільки бомбардування регіону з космічного флоту. Єретики шукають порятунку в прикликанні величезного демона, а Ультрамарини шукають місце здійснення ритуалу. Повелитель Пожирачів світів сам перевтілюється у демона, але Космодесантники збирають сили і долають його, чим здобувають перемогу.